# Hemidactylus makolowodei
Hemidactylus makolowodei es una especie de gecos de la familia Gekkonidae.

## Distribución geográfica yhábitat
Es endémica del oeste de Camerún. Su rango altitudinal oscila entre 300 y 500 m s. n. m..